# Зах (село)
Зах (каз. Зах) — село в Сарыагашском районе Туркестанской области Казахстана. Входит в состав Капланбекского сельского округа. Код КАТО — 515469300.

## Население
В 1999 году население села составляло 204 человека (114 мужчин и 90 женщин). По данным переписи 2009 года, в селе проживало 348 человек (180 мужчин и 168 женщин).